# Ward McAllister
Samuel Ward McAllister (Savannah, 28 de diciembre de 1827 - Nueva York, 31 de enero de 1895) fue un popular árbitro social en la era dorada de los Estados Unidos, ampliamente aceptado como la autoridad en definir qué familias podían ser clasificadas como la élite de la sociedad neoyorquina (Los Cuatrocientos). Sus listados fueron cuestionados por aquellos que fueron excluidos de ellos y su motivación auto laudatoria fue evidente. 

## Primeros años
Como tal, los origenes de McAllister pueden rastrearse en la aristocracia sureña del estado de Georgia. Su padre, Matthew Hall McAllister había sido juez del distrito de California, así como emparentado con el banquero Samuel Ward III a través de su tía, Julia. En un comienzo emprendió la carrera jurídica, graduándose como abogado y ejerciendo su carrera de derecho en California a través de la firma jurídica de McAllister & Sons. Sin embargo, su auge social y económico vendría con su matrimonio con Sarah Gibbons, quien a través de su dote le proveería de una inmensa fortuna que ampliaría a través de inversiones en el sector inmobiliario, y que, con posterioridad, le abriría las puertas a la alta sociedad neoyorquina. 

## Nueva York y el arbitraje social
McAllister, quien contaba con un agudo sentido social, además de una notoria reputación de dandy siempre pendiente de las tendencias de la moda, la buena cocina y el buen gusto, se convirtió en la mano derecha de Caroline Astor en la codificación de la floreciente alta sociedad neoyorquina (los famosos "cuatrocientos", nombre que surgió debido a la capacidad máxima del salón de baile de Lina Astor). Era él quien dictaba las normas sociales con un celo profundo y una fidelidad absoluta a la señora Astor, a quien denominaba su "Rosa Mística". Junto a ella, se convirtió en el máximo rector social de la aristocracia "Old Money" neoyorquina, descendientes de las familias adineradas más antiguas de la ciudad, en contraposición a los nuevos ricos como J. P. Morgan, William H. Vanderbilt, entre otros más, los cuales no eran bien vistos por el circulo de los 400. Respaldado por la dote de su esposa, asi como sus inversiones inmobiliarias se convirtió en el arquetipo clásico de bon-vivant invitado a cenas, quien con una sola palabra podría condenar al ostracismo social o a la inclusión a una familia entera, y una figura altamente respetada entre las élites "old money" como los Schermerhon y similares. 

## Escándalo, ocaso y muerte
Obviamente, ya en el pináculo de su influencia social decide publicar sus memorias, "La sociedad, tal como la he encontrado", en donde expone todos y cada uno de los defectos sociales de las damas de las élites old money neoyorquinas para escándalo y escarnio general, durante el año de 1890. Esto obviamente conllevó a que terminara en el ostracismo social por haber retratado con una profunda mordacidad al grupo de los 400. Como castigo, fue excluido de manera sistemática de todos los círculos sociales de Nueva York, muriendo cinco años mas tarde mientras cenaba en soledad absoluta en el Union Club. Sin embargo, aun a pesar de la traición, la alta sociedad neoyorquina reconoció póstumamente sus aportes, asistiendo masivamente a su funeral en 1895. 

### En la cultura popular
Aparece como personaje recurrente en la serie de HBO "La Edad Dorada", siendo interpretado por Nathan Lane en las tres temporadas de la serie. 